# Masami Kinefuchi

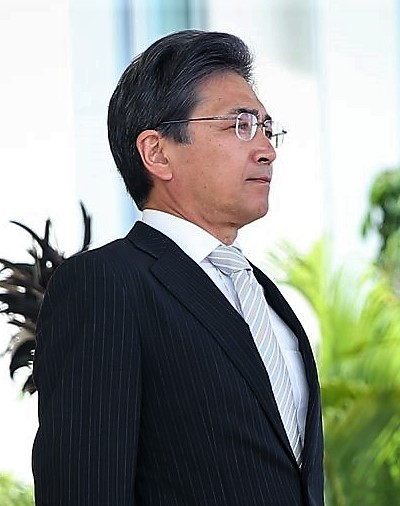
Masami Kinefuchi (2020)

Masami Kinefuchi (jap. 杵渕 正巳) ist ein japanischer Diplomat.

## Werdegang

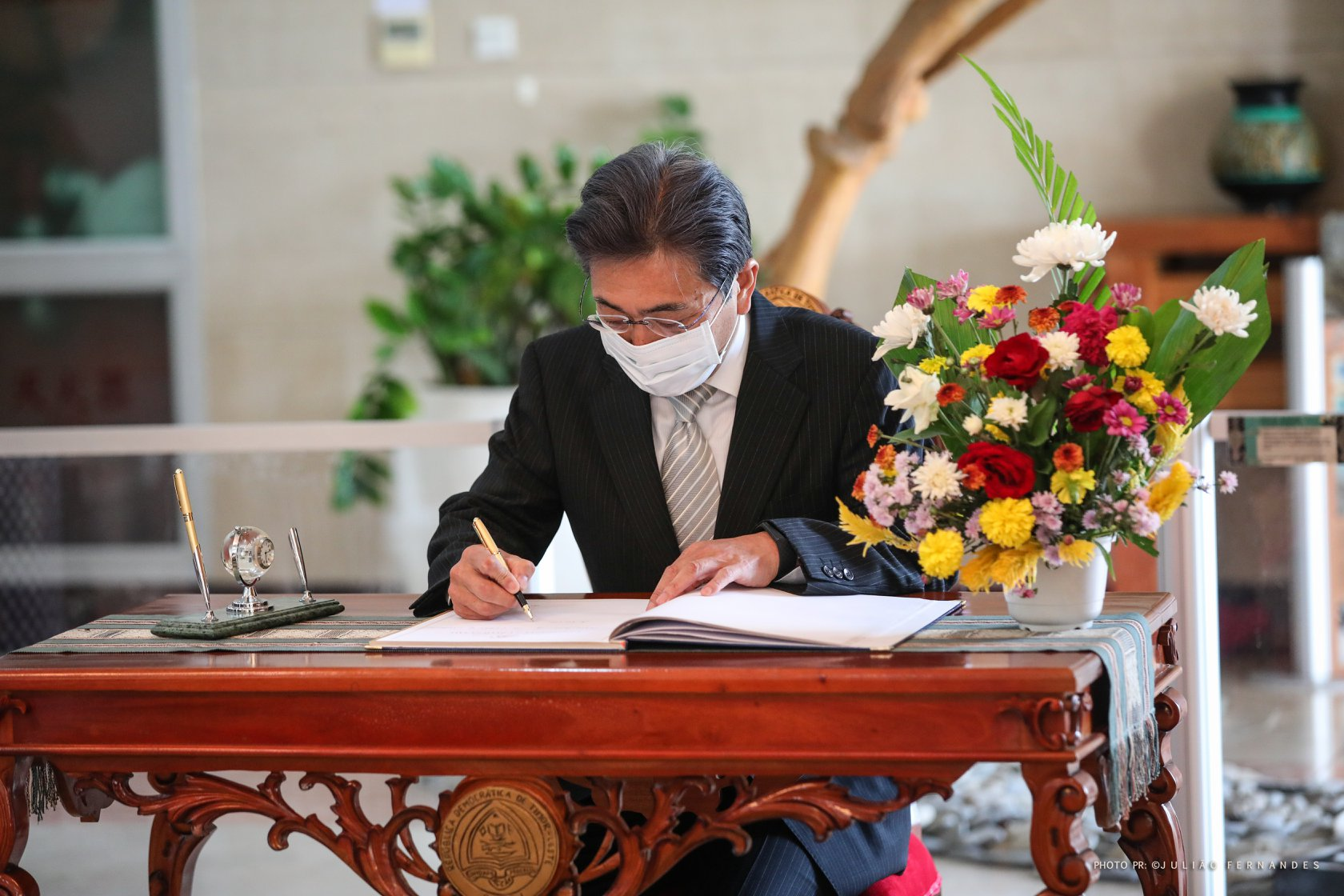
Masami Kinefuchi im Präsidentenpalast Osttimors. Wegen der COVID-19-Pandemie mit Mundschutz (2020).

Kinefuchi schloss sein Studium an der Nationalen Akademie für Verteidigung  1981 ab. 1986 folgte ein Masterabschluss an der School of Advanced International Studies der Johns Hopkins University.
1983 trat Kinefuchi in den Dienst des japanischen Außenministeriums (MOFA). 1988 wurde er stellvertretender Direktor der Abteilung Politische Planung, des MOFA-Büros für Information, Analyse und Forschung und 1991 stellvertretender Direktor der Abteilung Darlehenshilfe des MOFA-Büros für Wirtschaftliche Kooperation. 1993 erhielt Kinefuchi den Posten des ersten stellvertretenden Direktors der Abteilung Südwestasien des MOFA-Büros für asiatische Angelegenheiten, 1995 des Senior-Assistenten des stellvertretenden Außenministers und 1997 des ersten Sekretärs der japanischen Botschaft in Kanada. 1999 folgte das Amt des Beraters an der japanischen Botschaft in Pakistan, 2001 des Direktors der Abteilung für Landesplanung des MOFA-Büros für Wirtschaftliche Kooperation und 2002 des Direktors der Abteilung ODA Loan Division bei der Japanischen Bank für Internationale Kooperation (JBIC).
Kinefuchi wurde 2004 Direktor für Politische Entwicklung und Administrative Rezension im Sekretariat des Außenministers, 2005 Direktor der dortigen Abteilung für Information und Kommunikation und 2007 Minister & DCM in der japanischen Botschaft in Australien. 2010 folgte dieselbe Position an der japanischen Botschaft in Ägypten, 2013 das Amt des Assistenten des Vize-Justizministers (Stellvertretender Generaldirektor des Büros für Einwanderung) und 2015 der Posten des japanischen Generalkonsuls in Nashville (zuständig für Arkansas, Kentucky, Louisiana, Mississippi und Tennessee). Zurück in Japan wurde Kinefuchi 2018 Generaldirektor im Hauptquartier für Flüchtlingshilfe. Am 7. April 2020 übergab Kinefuchi seine Akkreditierung als  japanischer Botschafter in Osttimor an Staatspräsident Francisco Guterres. Im November 2022 wurde Kinefuchi aus seinem Amt in Osttimor verabschiedet.

## Sonstiges
Kinefuchi ist verheiratet und hat zwei Kinder. Seine Hobbys sind Skifahren, Tennis, Golf, Jogging, Musik und Kochen.